# Acrididea
Acrididea obuhvata Acridomorpha je infrared insekata koji obuhvata skakavce (pa tako i lokuse) i Tetrigoidea. Sadrži veliku većinu vrsta u podredu Caelifera, a može se koristiti i takson Acridomorpha , koji isključuje Tetrigoidea. Oba imena su izvedena iz starijih tekstova, kao što je Ims, koji „kratkoroge skakavce“ i skakavce stavlja na nivo porodice (Acrididae). Proučavanje vrsta skakavaca naziva se akridologija.

## Acridomorpha
Datoteka vrsta Orthoptera navodi sledeće nadfamilije: većina porodica i vrsta pripada Acridoidea.
- Acridoidea (MacLeay, 1821)
- Eumastacoidea Burr, 1899
  - Chorotypidae Stål, 1873
  - Episactidae Burr, 1899
  - Eumastacidae Burr, 1899
  - Euschmidtiidae Rehn, 1948
  - Mastacideidae Rehn, 1948
  - Morabidae Rehn, 1948
  - †Promastacidae Kevan & Wighton, 1981
  - Thericleidae Burr, 1899
- †Locustopsoidea Handlirsch, 1906
  - †Bouretidae Martins-Neto, 2001
  - †Eolocustopsidae Riek, 1976
  - †Locustavidae Sharov, 1968
  - †Locustopsidae Handlirsch, 1906
- Pneumoroidea Thunberg, 1810 (monotipski)
- Proscopioidea Serville, 1838 (monotipski)
- Pyrgomorphoidea Brunner von Wattenwyl, 1874 (monotipski)
- Tanaoceroidea Rehn, 1948 (monotipski)
- Trigonopterygoidea Walker, 1870
  - Trigonopterygidae Walker, 1870
  - Xyronotidae Bolívar, 1909